# The Concealers
The Concealers è il terzo album dei Dååth, pubblicato nel 2009.

## Tracce
1. Sharpen the Blades – 3:23
2. Self-Corruption Manifesto – 3:56
3. The Worthless – 4:20
4. The Unbinding Truth – 4:23
5. Silenced – 3:06
6. Wilting on the Vine – 4:46
7. Translucent Potency – 4:55
8. Day of Endless Light – 4:13
9. Duststorm – 1:02
10. ...Of Poisoned Sorrows – 5:02
11. Incestuous Amplification – 2:14

## Formazione
- Sean Zatorsky- voce
- Eyal Levi - chitarra, tastiere
- Jeremy Creamer - basso
- Emil Werstler - chitarra
- Kevin Talley - batteria